# Simon Baker
Simon Baker (Launceston, 30 juli 1969) is een Australisch film- en televisie-acteur. Hij werd zowel in 2002 (voor zijn hoofdrol in de dramaserie The Guardian) als in 2010 (voor die in de misdaadserie The Mentalist) genomineerd voor een Golden Globe. Daarnaast werd hij in 2009 ook genomineerd voor een Primetime Emmy Award voor The Mentalist. Onder de prijzen die Baker daadwerkelijk kreeg toegekend, is onder meer een Independent Spirit Award, die hij won samen met de gehele cast van de thriller Margin Call (2011). In 2013 kreeg hij een ster op de Hollywood Walk of Fame.

## Biografie

### Jonge jaren
Baker werd geboren als zoon van Elizabeth Labberton, een lerares Engels, en Barry Baker, een conciërge en monteur. Hij studeerde aan de Ballina High School, waar hij in 1987 zijn diploma haalde. Daarna verhuisde hij naar Sydney om geneeskunde te gaan studeren. Hij stopte echter vroegtijdig met deze studie toen hij kennis maakte met het vak van acteur.
Baker was in zijn jonge jaren ook een sportman, die onder andere aan surfen en waterpolo deed.

### Carrière
Baker begon eind jaren 80 met acteren op de Australische televisie, onder de naam 'Simon Denny' en later als 'Simon Baker Denny'. De naam Denny was de achternaam van zijn stiefvader. Hij trad eerst op in videoclips voor Melissa Tkautz ('Read My Lips') en Euphoria ('Love You Right'). Daarna kreeg hij een rol in de series E Street, Home and Away en Heartbreak High.
In 1995 emigreerde Baker naar de Verenigde Staten. Hier kreeg hij een kleine rol in de film L.A. Confidential. Dit leidde tot meer bijrollen in andere films. Zo speelde hij een astronaut in Red Planet, samen met Val Kilmer, Carrie-Anne Moss en Benjamin Bratt. In 2001 kreeg hij gedurende drie seizoenen een hoofdrol in de serie The Guardian.

### Persoonlijk leven
Baker trouwde in 1998 met de Australische actrice Rebecca Rigg. Zij is onder meer te zien in een aflevering van The Mentalist uit 2009 getiteld A Dozen Red Roses, als Felicia Scott. Samen kregen ze een dochter en twee zoons.

## Filmografie
| Film      | Film                       | Film                     | Film                             |
| Jaar      | Film                       | Rol                      | Notities                         |
| --------- | -------------------------- | ------------------------ | -------------------------------- |
| 1997      | L.A. Confidential          | Matt Reynolds            |                                  |
| 1997      | Most Wanted                | Stephen Barnes           |                                  |
| 1998      | Restaurant                 | Kenny                    |                                  |
| 1998      | Judas Kiss (1998 film)     | Junior Armstrong         |                                  |
| 1998      | Love from Ground Zero      | Eric                     |                                  |
| 1999      | Ride with the Devil        | George Clyde             |                                  |
| 2000      | Sunset Strip               | Michael Scott            |                                  |
| 2000      | Red Planet                 | Chip Pettengill          |                                  |
| 2001      | The Affair of the Necklace | Rétaux de Villette       |                                  |
| 2004      | Book of Love               | David Walker             |                                  |
| 2005      | The Ring Two               | Max Rourke               |                                  |
| 2005      | Land of the Dead           | Riley                    |                                  |
| 2006      | Something New              | Brian Kelly              |                                  |
| 2006      | The Devil Wears Prada      | Christian Thompson       |                                  |
| 2007      | Sex and Death 101          | Roderick Blank           |                                  |
| 2007      | The Key to Reserva         | Roger Thornberry         | Korte film                       |
| 2009      | The Lodger                 | Malcolm                  |                                  |
| 2009      | Not Forgotten              | Jack Bishop              | post-productie                   |
| 2009      | Last Man                   |                          | pre-productie                    |
| 2010      | The Killer Inside Me       | Howard Hendricks         |                                  |
| 2011      | Margin Call                | Jared Cohen              |                                  |
| 2013      | I Give It a Year           | Guy Harrap               |                                  |
| 2017      | Breath                     | Sando                    | Tevens ook regie en producent    |
| Televisie |                            |                          |                                  |
| Jaar      | Titel                      | Rol                      | Notities                         |
| 1987      | Midnight Magic             |                          | CHCH-TV televisiefilm            |
| 1989      | E Street                   | Stewart Waterman         |                                  |
| 1994      | Home and Away              | James Healey             |                                  |
| 1995      | Naked                      |                          |                                  |
| 1995–1996 | Heartbreak High            | Mr. Thomas 'Tom' Summers |                                  |
| 1996      | Naked: Stories of Men      | Gabriel                  | Aflevering: Blind-Side Breakaway |
| 1996      | Sweat                      | Paul Steadman            | Aflevering: 1.3                  |
| 1999      | Secret Men's Business      | Andy Greville            | ABC televisiefilm                |
| 2001-2004 | The Guardian               | Nick Fallin              |                                  |
| 2006-2007 | Smith                      | Jeff Breen               |                                  |
| 2008-2015 | The Mentalist              | Patrick Jane             |                                  |